# Efecte d'oposició

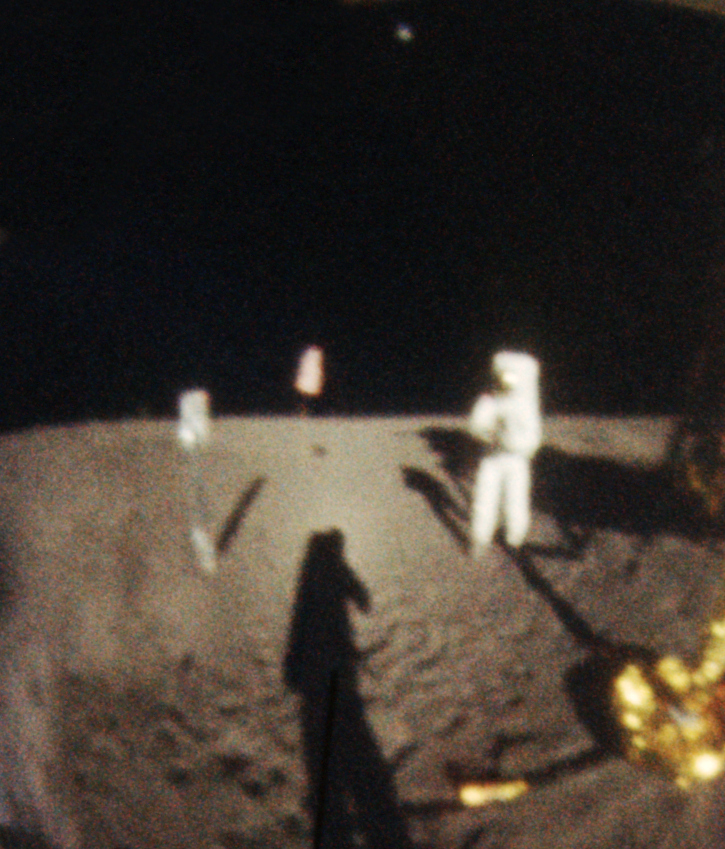
The opposition effect brightens the area around Buzz Aldrin's shadow due to the retroreflective property of lunar soil.

L'efecte d'oposició (de vegades conegut com el pic d'oposició o efecte Seeliger) és l'abrillantat d'una superfície rugosa, o un objecte amb moltes partícules, quan s'il·lumina directament des del darrere de l'observador. El terme és més àmpliament utilitzat en astronomia, on en general es refereix a un notable augment sobtat en la brillantor d'un cos celestial com un planeta, lluna, o cometa com el seu angle de fase de l'observació s'aproxima a zero. Es diu així perquè la llum reflectida des de la Lluna i Mart apareix significativament més brillant que el predit per simple reflectància de Lambert en oposició astronòmica. S'han proposat dos mecanismes físics d'aquest fenomen observacional: la ocultació d'ombra i la retrodispersió coherent.